# Scarabaeolus namibensis
Scarabaeolus namibensis is een keversoort uit de familie bladsprietkevers (Scarabaeidae). De wetenschappelijke naam van de soort werd voor het eerst geldig gepubliceerd in 2018 door Zidek en Pokorny.